# Brevibarbis argyroptera
Brevibarbis argyroptera är en insektsart som först beskrevs av E. L. Taschenberg 1879.  Brevibarbis argyroptera ingår i släktet Brevibarbis och familjen fjärilsländor. Inga underarter finns listade i Catalogue of Life.